# Pleurotheciaceae
Die Pleurotheciaceae bilden die einzige Familie der einzigen Ordnung Pleurotheciales der Schlauchpilze.

## Merkmale

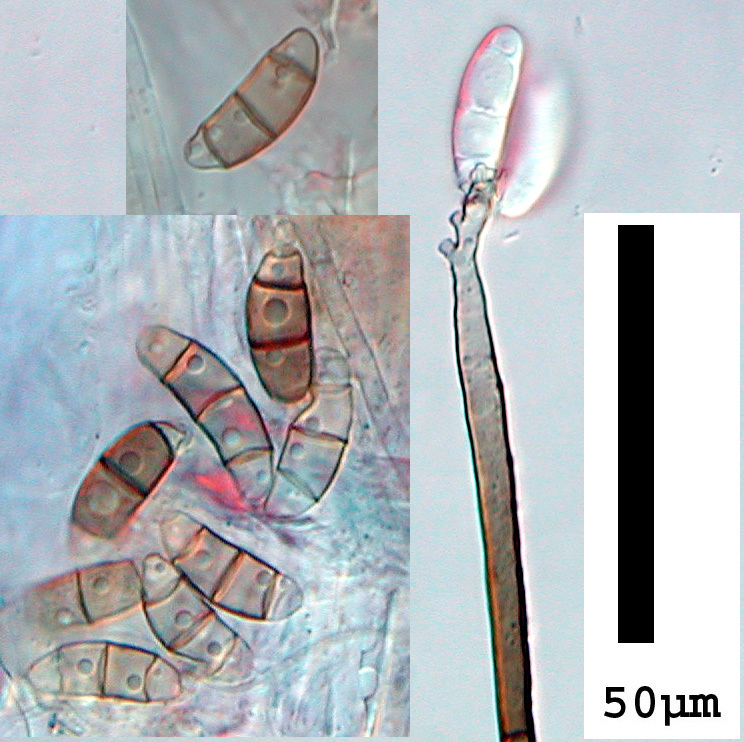
Sporen von Pleurothecium recurvatum

Arten der Pleurotheciaceae bilden in der Hauptfruchtform Perithecien als Fruchtkörper aus. Sie sitzen aufrecht oder liegen horizontal auf dem Wirtsgewebe. Die Öffnung (Ostiolum) an der Spitze des Perithecie besitzt Periphysen (härchenförmige Hyphen). Die Wand des Fruchtkörpers ist lederig bis zerbrechlich, kohleartig, braun und besteht aus zwei Schichten. Ein Stroma ist nicht vorhanden. Das Hamathecium, das Gewebe zwischen den Schläuchen, besitzt reichlich fadenförmige Paraphysen, die schwach verzweigt sind. Die Schläuche (Asci) selber sind unitunikat (einwandig) mit einem nicht amyloiden apikalen Ring und besitzen immer acht Sporen. Diese Ascosporen sind mehr oder weniger elliptisch bis spindelförmig, quer vielfach septiert und durchscheinend oder auch verschiedenfarben mit durchscheinenden Zellen an den Enden und hellbraunen Mittelzellen.
In der Nebenfruchtform sind die Konidienträger makro- bis fast makronematös (das bedeutet, ihre Hyphen sind deutlich größer als normale Hyphen) und wachsen in lockeren Büscheln oder bilden makroskopisch sichtbare Hyphenstränge (Synnemata). Die konidiogenen Zellen sind holoblastisch, d. h. die Konidien werden nach der Bildung als Ganzes abgeschnürt und monoblastisch, d. h. es wird immer nur eine Konidie gebildet oder ihre Bildung erfolgt sympodial. Die Abspaltung der Konidien erfolgt rhexolytisch, d. h. die Zellwand, welche die Sporen außen verbindet, degeneriert einfach und setzt die Konidien auf diese Weise frei. Die Konidien sind durchscheinend oder braun oder verschiedenfarbig. Sie sind septiert oder unseptiert.

## Lebensweise und Ökologie
Arten der Pleurotheciaceae leben saprob auf Holz. Selten sind sie auch humanpathogen und lösen eine Keratitis aus.

## Systematik
Die Familie Pleurotheciaceae wurde 2015 gleichzeitig mit der Ordnung Pleurotheciales von Martina Réblová und Keith A. Seifert. erstbeschrieben.
Folgende fünfzehn Gattungen gehören zur Familie:
- Adelosphaeria: mit nur einer Art
- Anapleurothecium: mit drei Arten
- Coleodictyospora: mit drei Arten
- Dematipyriforma: mit fünf Arten
- Helicoascotaiwania: mit drei Arten
- Melanotrigonum: mit nur einer Art
- Monotosporella: mit vier Arten
- Neomonodictys: mit zwei Arten
- Phaeoisaria: mit ungefähr 25 Arten
- Phragmocephala: mit neun Arten
- Pleurotheciella: mit ungefähr fünfzehn Arten
- Pleurothecium: mit ungefähr zehn Arten
- Pseudosaprodesmium: mit nur einer Art
- Saprodesmium: mit nur einer Art
- Sterigmatobotrys: mit sechs Arten